# Милорад Вулин
Милорад Вулин, (Ваљево, 8. јун 1949) потпуковник Војске Републике Српске у пензији. Бивши ратни командант 9. граховске лаке пјешадијске бригаде.

## Биографија
Грађевинско-техничку средњу школу завршио је 1968. у Новом Саду, а Војну академију копнене војске, смјер пјешадија, 1972. у Сарајеву. Службовао је у гарнизонима Бања Лука, Дервента и Бели Манастир. 
Службу у ЈНА завршио је на дужности начелника штаба (уједно замјеника команданта) у моторизованој бригади, у чину мајора. У ВРС је био од дана њеног оснивања до пензионисања, 28. маја 1999. Био је командант лаке пјешадијске бригаде, наставник у Центру војних школа ВРС „Генерал Рајко Балаћ”, референт у одјељењу за оперативно-наставне послове у штабу команде корпуса и руководилац смјене у Оперативном центру Генералштаба ВРС. У чин потпуковника унапријеђен је 1994. године.

## Одликовања и признања
- Орден за војне заслуге са сребрним мачевима,